# Línea 191 (Interurbanos Madrid)
La línea 191 de la red de autobuses interurbanos de Madrid une la terminal subterránea del Intercambiador de Plaza de Castilla con Buitrago del Lozoya.

## Características
Esta línea une varios municipios de la Sierra Norte de Madrid situados en torno a la A-1 (San Agustín del Guadalix, El Molar, Venturada, Cabanillas de la Sierra, La Cabrera, Lozoyuela) además de Buitrago del Lozoya con Madrid en aproximadamente 95 min, aunque debido a los efectos del tráfico, número de usuarios en las paradas y recorridos que abarcan más zonas es muy común que las expediciones tarden 1h45 min hasta Buitrago del Lozoya y casi 2h aquellas que llegan a Somosierra o pasan por El Berrueco.
Existen ciertas expediciones de lunes a viernes laborables que no realizan ninguna parada entre el municipio de Venturada y Madrid llamadas DIRECTOS, con el objetivo de acelerar la entrada y salida del trabajo en horas puntas a los municipios más alejados de Madrid, quedando las poblaciones intermedias cubiertas por la línea 193 (Madrid - Pedrezuela - El Vellón). Estas expediciones reducen el trayecto Madrid - Buitrago (y viceversa) en aproximadamente 25 minutos.
Algunas expediciones modifican la ruta habitual y prestan servicio, además de los municipios mencionados situados en torno a la A-1, a los municipios de Pedrezuela y El Vellón, a la urbanización de Cotos de Monterrey en Venturada, a las localidades de El Berrueco y Sieteiglesias, prolongan su recorrido a Somosierra, o tienen la cabecera/terminal en la Estación de Alcobendas-S.S. de los Reyes (cabecera de la línea C-4a de Cercanías Madrid), además de expediciones que combinan varias de las zonas mencionadas. De lunes a viernes laborables existen una expedición con cabecera en la localidad de Navarredonda que da servicio a las localidades de Navarredonda, San Mamés y Villavieja del Lozoya y otra con cabecera en el municipio de Braojos de la Sierra que también da servicio a la localidad de La Serna del Monte.
Existen también expediciones de refuerzo destinadas a los alumnos del colegio Gredos San Diego International School Buitrago que operan de lunes a viernes lectivos y que no realizan las paradas habituales de la línea si no en poblaciones muy concretas en función de las necesidades de los ayuntamientos de la zona con alumnos en dicho colegio. Su objetivo es evitar que los servicios habituales se colapsen a la entrada y salida del colegio, además de ofrecer rutas más rápidas a los alumnos de los distintos pueblos para llegar al colegio. El uso de estas expediciones se encuentra restringido a sólo alumnos del colegio y no figuran en los horarios publicados en la página web del CRTM para evitar la confusión de los usuarios ya que estos recorridos no realizan las paradas habituales de la línea.
La importancia de esta línea como vía de comunicación principal de todos los municipios situados en torno a la A-1 se aprecia en la terminal de autobuses de Buitrago del Lozoya; donde se enlaza la línea 191 con las líneas de microbús que conectan el resto de municipios de la Sierra Norte. Estas líneas son la 191A, 191B, 191C, 191D, 191E, 194A, 195A, 195B, 199A, 911 y 912.
El objetivo de estas líneas es comunicar una gran cantidad de municipios con la línea 191 ya que las líneas directas que los comunican con Madrid no permiten una buena comunicación con la capital; además de cubrir zonas que no cubren las líneas directas a Madrid:
- Expediciones de la línea 191 que continúan a Somosierra
- La línea 194 que da servicio a las poblaciones situadas en torno a la carretera M-604.
- La línea 195 que da servicio a algunas poblaciones situadas en torno a la carretera M-604 y las carreteras M-634 y M-636.
- La línea 196 que da servicio a algunas poblaciones situadas al norte de Buitrago del Lozoya.
- La ya extinta línea 199 que daba servicio a las poblaciones situadas en torno a la carretera M-127 (consultar líneas interurbanas de Madrid fuera de servicio).

Hasta el 15 de marzo del 2016 existía una parada en el km. 36 de la A-1, y otra de vuelta, (códigos 11492 y 11493), dando servicio al restaurante Las Moreras, situado en el término municipal de El Molar en la corona tarifaria C1.
Hasta el 8 de septiembre del 2020 existían refuerzos lectivos que daban servicio al colegio Francisco de Asís en la localidad de San Mamés (Navarredonda y San Mamés), mediante la parada 19248 Carretera M-634 - Colegio. Tras la desaparición del centro educativo, se dio de baja dicha parada junto con los recorridos de la línea que la utilizaban, eliminándolos por completo o trasladando su cabecera/terminal.
Los sábados laborables, domingos y festivos, es muy común que si se da el caso en el que salen a la misma hora desde el Intercambiador de Plaza de Castilla un servicio de la línea 193 junto con uno de la línea 191, se restinja a los viajeros con destino las urbanizaciones de San Sebastián de los Reyes situadas en la A-1 (Fuente del Fresno, Club de Campo, Ciudalcampo, Santo Domingo), la urbanización Valdelagua de San Agustín del Guadalix, San Agustín del Guadalix o El Molar a utilizar el servicio de la línea 193 en vez del de la línea 191. Esto se debe a que las zonas mencionadas ya están cubiertas por la línea 193 con una misma hora de salida, y aquellos viajeros cuya única opción sea la línea 191 pueden verse sin posibilidad de subirse al autobús debido al número de usuarios que no aprovechan la totalidad de la línea 191 y podrían realizar el mismo viaje en la línea 193. Los fines de semana la línea 191 y línea 193 sirven entre ellas para comunicar mejor estas zonas mencionadas, puesto que ambas líneas reducen notablemente sus servicios fuera de los días laborables. Pero debido a que los usuarios de la línea 191 (usuarios con origen o destino el municipio de Venturada o más al norte) tan sólo disponen de un servicio de autobús que oscila entre 1h en el mejor de los casos y 2h de espera en el peor de los casos, se aplica esta restricción para no saturar dicha línea en este caso particular en el que exista un servicio de la línea 193 al mismo tiempo.
La línea realiza servicios nocturnos las noches de viernes, sábados y vísperas de festivo. Se trata de dos servicios por sentido realizadas por dos coches que comienzan desde ambos extremos de la línea. Estos servicios se complementan también con los servicios nocturnos de la línea N104 para comunicar San Agustín del Guadalix y Venturada (únicas poblaciones comunes de ambas líneas), también realizados con dos coches, comenzando cada uno desde el extremo de la línea. Se trata de los servicios más extraños de la línea (sin contar con los refuerzos lectivos), basándose en los servicios DIRECTOS hasta/desde Venturada, salvo que comienzan/terminan en la superficie del Intercambiador de Plaza de Castilla debido a su cierre nocturno, pasando por el casco urbano de San Agustín del Guadalix y entrando a demanda en la urbanización Cotos de Monterrey en Venturada. Los viajeros que deseen ir a la urbanización deberán pedirlo al conductor al subir al autobús. Esta peculiaridad crea la situación en la que sí se puede llegar a la urbanización en ambos sentidos, pero salvo que un viajero solicite entrar en la misma, ningún viajero podrá salir de ella a menos que se desplace hasta la rotonda exterior donde sí realiza parada la línea N104 y viajar hasta Venturada o San Agustín del Guadalix.
Es común ver algunos servicios que continúan a Somosierra llevar en el cartel electrónico la numeración 190 Somosierra, especialmente en coches antiguos. Esto se debe a la transición y la desaparición de las líneas 190A y 190B, algunos servicios de la línea 191 que continuaban a Somosierra mantuviesen la numeración 190 debido a que las antiguas líneas servían para llegar hasta allí. También es frecuente encontrar marquesinas donde aún se aprecian las pegatinas de las líneas de la parada los números 190, 190A, 190B y 199, que aún no han sido retirados.

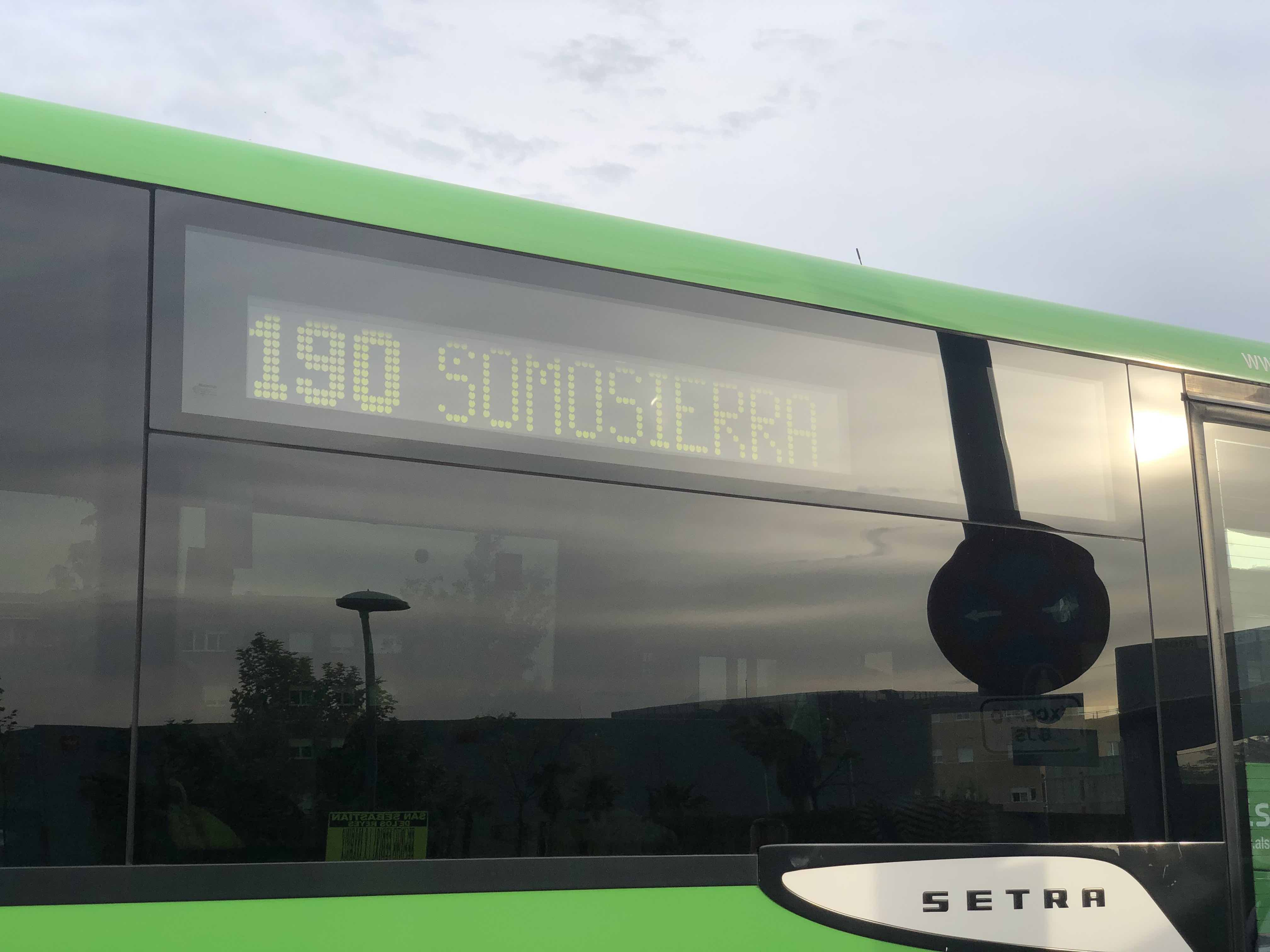
Ejemplo del coche 3421 realizando un servicio hacia Somosierra pero con el número incorrecto 190 en el cartel

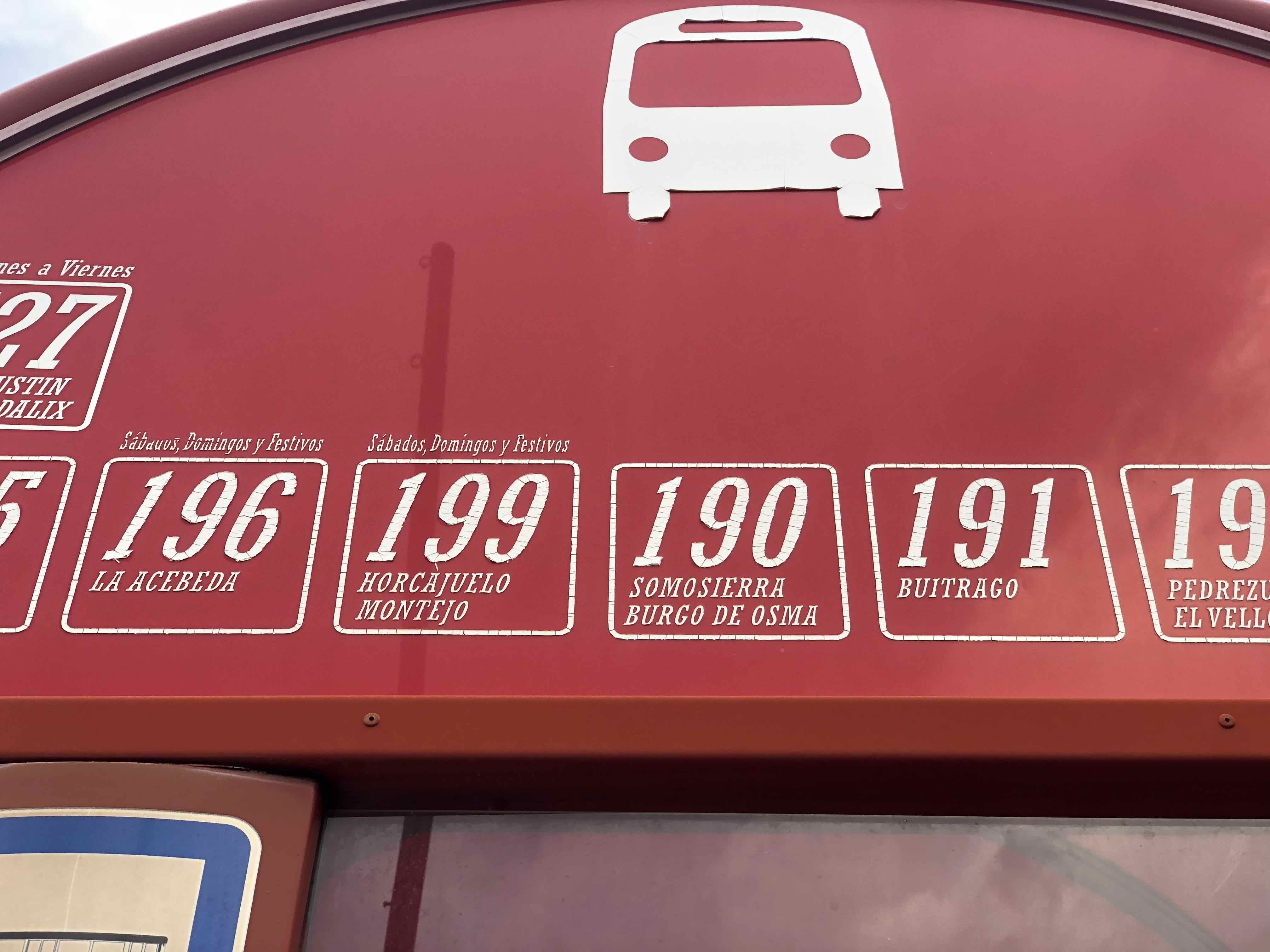
Marquesina en la que aún se aprecian las pegatinas de las líneas 190 y 199 sin retirar, a pesar de llevar suprimidas muchos años

Siguiendo la numeración de líneas del CRTM, las líneas que circulan por el corredor 1 son aquellas que dan servicio a los municipios situados en torno a la A-1 y comienzan con un 1. Aquellas numeradas dentro de la decena 190 corresponden a aquellas que circulan por la Sierra Norte de Madrid. En concreto, la línea 191 es la primera en dicha numeración (sin contar las líneas suprimidas 190A y 190B).
La línea mantiene los mismos horarios todo el año (exceptuando las vísperas de festivo y festivos de Navidad) pero los refuerzos lectivos dejan de operar en días no lectivos y durante navidades y el verano, aunque esto no afecta a los usuarios habituales de la línea ya que no se les permite el uso de dichos servicios.
Se trata de una línea enormemente compleja, ya que presenta un total de 36 recorridos distintos de ida y de vuelta (aunque en la actualidad sólo 30 están dados de alta y sólo operan 29), y junto con las líneas 193, 194, 195, 196 y N104 comunican las localidades de la Sierra Norte de Madrid. También junto con la línea 197 se encuentran entre las líneas con más recorridos distintos de todas las opera el CRTM.
Está operada por la empresa ALSA mediante la concesión administrativa VCM-103 - Madrid - Buitrago - Rascafría (Viajeros Comunidad de Madrid) del Consorcio Regional de Transportes de Madrid.

### Sublíneas
Aquí se recogen todas las distintas sublíneas que ha tenido la línea 191, incluyendo aquellas dadas de baja. La denominación de sublíneas que utiliza el CRTM es la siguiente:
- Número de línea (191)
- Sentido de circulación (1 ida, 2 vuelta)
- Número de sublínea

Por ejemplo, la sublínea 191121 corresponde a la línea 191, sentido 1 (ida) y el número 21 de numeración de sublíneas creadas hasta la fecha.
Las sublíneas marcadas en negrita corresponden a sublíneas que actualmente se encuentran dadas de baja.
| Ida    | Ruta                               | Itinerario | Vuelta | Ruta                                 | Itinerario |
| 191101 | -                                  | Madrid - Buitrago                                                                                                 | 191201 | -                                    | Buitrago - Madrid |
| 191102 | d                                  | Madrid - Buitrago DIRECTO                                                                                         | 191202 | d                                    | Buitrago - Madrid DIRECTO                                                                                              |
| 191103 | s                                  | Madrid - Somosierra                                                                                               | 191203 | s                                    | Somosierra - Madrid |
| 191104 | sd                                 | Madrid - Somosierra DIRECTO                                                                                       | 191204 | sd                                   | Somosierra - Madrid DIRECTO                                                                                            |
| 191105 | bs                                 | Madrid - Buitrago, por El Berrueco                                                                                | 191205 | bs                                   | Buitrago - Madrid, por El Berrueco                                                                                     |
| 191106 | No existe la ruta "sbs" de ida     | No existe la ruta "sbs" de ida                                                                                    | 191206 | sbs                                  | Somosierra - Madrid, por El Berrueco                                                                                   |
| 191107 | su                                 | Madrid superficie - Buitrago                                                                                      | 191207 | No existe la ruta "su" de vuelta     | No existe la ruta "su" de vuelta                                                                                       |
| 191108 | c                                  | Madrid - Buitrago, por Cotos                                                                                      | 191208 | c                                    | Buitrago - Madrid, por Cotos                                                                                           |
| 191109 | sc                                 | Madrid - Somosierra, por Cotos                                                                                    | 191209 | sc                                   | Somosierra - Madrid, por Cotos                                                                                         |
| 191110 | sdc                                | Madrid - Somosierra DIRECTO, por Cotos                                                                            | 191210 | No existe la ruta "sdc" de vuelta    | No existe la ruta "sdc" de vuelta                                                                                      |
| 191111 | dc                                 | Madrid - Buitrago DIRECTO, por Cotos                                                                              | 191211 | dc                                   | Buitrago - Madrid DIRECTO, por Cotos                                                                                   |
| 191112 | sm                                 | Madrid - Buitrago - San Mamés Colegio                                                                             | 191212 | sm                                   | Buitrago Colegio - Madrid, por El Berrueco, sin paso por Lozoyuela                                                     |
| 191113 | cp                                 | Madrid - Buitrago Colegio EXPRESS, por Pedrezuela, sin paso por Lozoyuela                                         | 191213 | No existe la ruta "cp" de vuelta     | No existe la ruta "cp" de vuelta                                                                                       |
| 191114 | cc                                 | Madrid - Buitrago Colegio DIRECTO por El Vellón e interior de Cotos                                               | 191214 | No existe la ruta "cc" de vuelta     | No existe la ruta "cc" de vuelta                                                                                       |
| 191115 | No existe la ruta "cm" de ida      | No existe la ruta "cm" de ida                                                                                     | 191215 | cm                                   | Buitrago Colegio - Madrid DIRECTO, por interior de Cotos y El Vellón, sin paso por La Cabrera, Cabanillas ni Venturada |
| 191116 | No existe la ruta "bsc" de ida     | No existe la ruta "bsc" de ida                                                                                    | 191216 | bsc                                  | Buitrago Colegio - Madrid, por El Berrueco y Pedrezuela                                                                |
| 191117 | mcm                                | Madrid - Buitrago Colegio, por El Berrueco, sin paso por San Agustín, Venturada, Cabanillas ni La Cabrera         | 191217 | No existe la ruta "mcm" de vuelta    | No existe la ruta "mcm" de vuelta                                                                                      |
| 191118 | vb                                 | Venturada - Buitrago Colegio, por El Berrueco                                                                     | 191218 | Nunca existió la ruta "vb" de vuelta | Nunca existió la ruta "vb" de vuelta                                                                                   |
| 191119 | cbs                                | Madrid - Buitrago, por Cotos y El Berrueco                                                                        | 191219 | cbs                                  | Buitrago - Madrid, por El Berrueco y Cotos                                                                             |
| 191120 | mb                                 | El Molar - Buitrago Colegio, sin paso por Lozoyuela                                                               | 191220 | No existe la ruta "mb" de vuelta     | No existe la ruta "mb" de vuelta                                                                                       |
| 191121 | sn                                 | Madrid superficie - Buitrago DIRECTO, por San Agustín, e interior de Cotos a demanda                              | 191221 | sn                                   | Buitrago - Madrid superficie DIRECTO, por interior de Cotos a demanda, y San Agustín                                   |
| 191122 | No existe la ruta "mbp" de ida     | No existe la ruta "mbp" de ida                                                                                    | 191222 | mbp                                  | Buitrago Colegio - El Molar, por Pedrezuela, sin paso por Lozoyuela, La Cabrera, Cabanillas ni Venturada               |
| 191123 | pc                                 | Pedrezuela - Buitrago Colegio, por interior de Cotos, sin paso por Venturada, Cabanillas, La Cabrera ni Lozoyuela | 191223 | No existe la ruta "pc" de vuelta     | No existe la ruta "pc" de vuelta                                                                                       |
| 191124 | Nunca existió la ruta "smb" de ida | Nunca existió la ruta "smb" de ida                                                                                | 191224 | smb                                  | San Mamés Colegio - Buitrago                                                                                           |
| 191125 | No existe la ruta "h" de ida       | No existe la ruta "h" de ida                                                                                      | 191225 | h                                    | Buitrago - Madrid DIRECTO, por Hospital Infanta Sofía                                                                  |
| 191126 | Nunca existió la ruta "bsh" de ida | Nunca existió la ruta "bsh" de ida                                                                                | 191226 | bsh                                  | Buitrago - Madrid DIRECTO, por El Berrueco y Hospital Infanta Sofía                                                    |
| 191127 | cu                                 | Madrid - Buitrago EXPRESS, por interior de Cotos                                                                  | 191227 | No existe la ruta "cu" de vuelta     | No existe la ruta "cu" de vuelta                                                                                       |
| 191128 | No existe la ruta "n" de ida       | No existe la ruta "n" de ida                                                                                      | 191228 | n                                    | Navarredonda - Madrid, por El Berrueco                                                                                 |
| 191129 | No existe la ruta "brh" de ida     | No existe la ruta "brh" de ida                                                                                    | 191229 | brh                                  | Braojos - Madrid DIRECTO, por El Berrueco y Hospital Infanta Sofía                                                     |
| 191130 | a                                  | Alcobendas FF.CC. - Buitrago, por Cotos                                                                           | 191230 | a                                    | Buitrago - Alcobendas FF.CC., por Cotos                                                                                |
| 191131 | No existe la ruta "cbd" de ida     | No existe la ruta "cbd" de ida                                                                                    | 191231 | cbd                                  | Buitrago - Madrid DIRECTO, por El Berrueco y Cotos                                                                     |
| 191132 | Nunca existió la ruta "cbv" de ida | Nunca existió la ruta "cbv" de ida                                                                                | 191232 | cbv                                  | Buitrago Colegio - Madrid EXPRESS, por El Berrueco, interior de Cotos y El Vellón                                      |
| 191133 | mc                                 | El Molar - Buitrago Colegio, por interior de Cotos                                                                | 191233 | No existe la ruta "mc" de vuelta     | No existe la ruta "mc" de vuelta                                                                                       |
| 191134 | mbv                                | Madrid - Buitrago, por Pedrezuela y El Vellón                                                                     | 191234 | No existe la ruta "mbv" de vuelta    | No existe la ruta "mbv" de vuelta                                                                                      |
| 191135 | pb                                 | Pedrezuela - Buitrago                                                                                             | 191235 | No existe la ruta "pb" de vuelta     | No existe la ruta "pb" de vuelta                                                                                       |
| 191136 | No existe la ruta "bm" de ida      | No existe la ruta "bm" de ida                                                                                     | 191236 | bm                                   | Buitrago Colegio - Madrid, por El Berrueco y EXPRESS desde Valdelagua                                                  |

### Curiosidades
Entre las curiosidades y peculiaridades de la línea se incluyen las siguientes:
- No se permite la circulación con viajeros de pie saliendo de los túneles del Intercambiador de Plaza de Castilla (aunque sí a la vuelta). Los autobuses no podrán cargar más viajeros si se ha llenado el número máximo de plazas autorizadas con asiento, en cambio, al llegar a la parada 3253 - Paseo de la Castellana - Hospital La Paz sí que podrán recoger a viajeros de pie. Esta restricción aplica a todas las líneas bajo la concesión VCM-103, pero no a aquellas de las concesiones VCM-101, VCM-701 ni VCM-702.
- La línea tiene una longitud superior a 50 km., distancia a partir de la cual el Artículo 3 a) del Reglamento de la Comisión Europea 561/2006 exige la utilización de un tacógrafo y respetar los tiempos de conducción y descanso. Esto significa que en caso de que un servicio llegue retrasado al siguiente, no podrá cumplir el horario programado y deberá esperar hasta cumplir el descanso establecido antes de volver a conducir. Esta restricción aplica a todas las líneas bajo la concesión VCM-103, que a pesar de que algunas cuenten con recorridos inferiores a los 50 km. (por ejemplo la línea 193 y algunos servicios de la línea 197) los conductores dentro de un mismo turno en un día de trabajo realizan servicios de todas ellas, necesitando así el uso del tacógrafo. En caso de existir una retención que cause al conductor exceder sus tiempos de conducción establecidos, no incurrirá en sanción al encontrarse el vehículo retenido por causas del tráfico, o podrá justificar el motivo del exceso a la Dirección General de Tráfico. En caso de una restricción de tráfico de grandes proporciones, se reorganizarán los turnos de los conductores alterando sus servicios previstos para cubrir aquellos que se han visto afectados por las retenciones. Este cambio es invisible a los usuarios puesto que sólo afecta a un cambio de turno de conductores.
- No se permite la circulación con viajeros de pie al norte de San Agustín del Guadalix. El artículo 48 b) del Reglamento General de Circulación establece la velocidad máxima de circulación fuera de poblado con viajeros de pie en 80 km/h y dado que al norte de San Agustín del Guadalix se circula por la autovía A-1 en la que la velocidad máxima para los autobuses es 100 km/h se aplica esta restricción. Técnicamente existe un tramo entre las urbanizaciones Ciudalcampo y Santo Domingo hasta San Agustín del Guadalix en el que se circula brevemente por la autovía A-1 pero la Dirección General de Tráfico permite la excepción hasta llegar a San Agustín del Guadalix. Dado que el resto de la línea se realiza por la vía de servicio de la A-1 sí se permite los viajeros de pie en esos trayectos. Algunas comunidades autónomas permiten la circulación con viajeros de pie en viajes de menos de 35 km. Entre las situaciones que causa esta restricción, podría darse el caso en el que viajeros con destino Madrid no puedan montarse en el autobús de pie y se les deniegue la entrada, pero al llegar a San Agustín del Guadalix pueda permitir la subida de viajeros hasta cumplir el número máximo de plazas autorizadas del vehículo. También se podría dar el caso en el que los viajeros procedentes de Madrid no se les permita continuar el viaje si van de pie al llegar a San Agustín del Guadalix y verse obligados a abandonar el autobús y esperar al siguiente que permita viajeros sentados. De forma natural, los servicios DIRECTOS de la línea al recorrer casi 50 km. hasta Venturada y realizar un recorrido de forma íntegra por la autovía A-1 tampoco permitirían viajeros de pie en ningún sentido.
- Al ser esta línea el eje principal de la Sierra Norte de Madrid como comunicación a municipios alejados, sus horarios suelen estar coordinados con las furgonetas micro que enlazan en Buitrago del Lozoya. Estas serían las líneas 191A, 191B, 191C, 191D, 191E, 194A, 195A, 195B, 911 y 912. La idea es que los horarios permitan el enlace rápido para ir y volver de Madrid y que las líneas estén coordinadas entre ellas. A pesar de que muchas líneas sí permiten estos enlaces, existen servicios en los que por escasos minutos se pierde la conexión en Buitrago del Lozoya hacia/desde los pueblos con el servicio que procede o baja a Madrid.

## Horarios
Los horarios que no sean cabecera son aproximados.
| Lunes a viernes laborables              |                   |                   |                   |                   |                   |                   |                   |                   |                    |                   |                   |                   |                   |                   |                   |                   |                   |                   |                   |
| Madrid > Buitrago                       | Madrid > Buitrago | Madrid > Buitrago | Madrid > Buitrago | Madrid > Buitrago | Madrid > Buitrago | Madrid > Buitrago | Madrid > Buitrago | Madrid > Buitrago | Madrid > Buitrago  | Buitrago > Madrid | Buitrago > Madrid | Buitrago > Madrid | Buitrago > Madrid | Buitrago > Madrid | Buitrago > Madrid | Buitrago > Madrid | Buitrago > Madrid | Buitrago > Madrid | Buitrago > Madrid |
| Madrid                                  | S.S. Reyes        | Venturada         | Cabanillas        | La Cabrera        | El Berrueco       | Sieteiglesias     | Lozoyuela         | Buitrago          | Somosierra         | Somosierra        | Buitrago          | Lozoyuela         | Sieteiglesias     | El Berrueco       | La Cabrera        | Cabanillas        | Venturada         | San Agustín       | Madrid            |
| 06:00                                   | 06:20             | 07:00             | 07:05             | 07:10             | →                 | →                 | 07:25             | 07:35             |                    |                   | 05:20             | 05:30             | →                 | →                 | 05:35             | 05:40             | 05:45             | 06:10             | 06:50             |
| 06:40                                   | 07:00             | 07:40             | 07:45             | 07:50             | →                 | →                 | 08:05             | 08:15             | 06:00              | 06:10             | →                 | →                 | 06:15             | 06:20             | 06:25             | →                 | 07:05             |                   |                   |
| 06:40                                   | 06:40             | 06:40             | 06:40             | 06:40             | 06:40             | 06:40             | 06:40             | 06:40             | Braojos 06:05      | 06:20             | 06:30             | 06:35             | 06:38             | 06:45             | 06:50             | 06:55             | →                 | 07:35             |                   |
| 06:40                                   | 06:40             | 06:40             | 06:40             | 06:40             | 06:40             | 06:40             | 06:40             | 06:40             | Navarredonda 06:20 | 06:30             | 06:40             | 06:45             | 06:48             | 06:55             | 07:00             | 07:05             | 07:30             | 08:10             |                   |
| 06:40                                   | 06:40             | 06:40             | 06:40             | 06:40             | 06:40             | 06:40             | 06:40             | 06:40             |                    | 07:00             | 07:10             | →                 | →                 | 07:15             | 07:20             | 07:25             | 07:50             |                   |                   |
| 06:55                                   | →                 | 07:40             | 07:45             | 07:50             | →                 | →                 | 08:05             | 08:15             | 07:00              | 07:10             | 07:15             | 07:18             | 07:25             | 07:30             | 07:35             | →                 | 08:40             |                   |                   |
| 07:30                                   | 07:30             | 07:30             | 07:30             | 07:30             | 07:30             | 07:30             | 07:30             | 07:30             | 07:45              | 08:00             | 08:10             | →                 | →                 | 08:15             | 08:20             | 08:25             | 08:50             | 09:30             |                   |
| 07:40                                   | 07:40             | 07:40             | 07:40             | 07:40             | 07:40             | 07:40             | 07:40             | 07:40             |                    | 09:00             | 09:10             | 09:15             | 09:18             | 09:25             | 09:30             | 09:35             | 10:00             | 10:40             |                   |
| 07:40                                   | 07:40             | 07:40             | 07:40             | 07:40             | 07:40             | 07:40             | 07:40             | 07:40             | 09:30              | 09:40             | →                 | →                 | 09:45             | 09:50             | 09:55             | →                 | 10:40             |                   |                   |
| 08:00                                   | 08:20             | 09:00             | 09:05             | 09:10             | 09:20             | 09:25             | 09:40             | 09:50             | 10:00              | 10:10             | 10:15             | 10:18             | 10:25             | 10:30             | 10:35             | 11:00             | 11:40             |                   |                   |
| 08:30                                   | 08:50             | 09:30             | 09:35             | 09:40             | →                 | →                 | 09:55             | 10:05             | 10:55              | 11:10             | 11:20             | →                 | →                 | 11:25             | 11:30             | 11:35             | →                 | 12:15             |                   |
| 09:00                                   | 09:20             | 10:00             | 10:05             | 10:10             | →                 | →                 | 10:25             | 10:35             | 10:50              |                   | 12:00             | 12:10             | 12:15             | 12:18             | 12:25             | 12:30             | 12:35             | 13:00             | 13:40             |
| 10:00                                   | 10:20             | 11:00             | 11:05             | 11:10             | 11:20             | 11:25             | 11:40             | 11:50             |                    | 13:15             | 13:25             | →                 | →                 | 13:30             | 13:35             | 13:40             | →                 | 14:20             |                   |
| 11:00                                   | 11:20             | 12:00             | 12:05             | 12:10             | →                 | →                 | 12:25             | 12:35             | 14:00              | 14:10             | →                 | →                 | 14:15             | 14:20             | 14:25             | 14:50             | 15:30             |                   |                   |
| 12:00                                   | 12:20             | 13:00             | 13:05             | 13:10             | 13:20             | 13:25             | 13:40             | 13:50             | 15:00              | 15:10             | 15:15             | 15:18             | 15:25             | 15:30             | 15:35             | 16:00             | 16:40             |                   |                   |
| 13:00                                   | 13:20             | 14:00             | 14:05             | 14:10             | →                 | →                 | 14:25             | 14:35             | 15:00              | 15:10             | 15:15             | 15:18             | 15:25             | 15:30             | 15:35             | 16:10             | 16:50             |                   |                   |
| 13:30                                   | 13:50             | 14:30             | 14:35             | 14:40             | →                 | →                 | 14:55             | 15:05             | 15:01              | 15:01             | 15:01             | 15:01             | 15:01             | 15:01             | 15:01             | 15:01             | 15:01             |                   |                   |
| 14:00                                   | 14:20             | 15:00             | 15:05             | 15:10             | 15:20             | 15:25             | 15:35             | 15:50             | 15:05              | 15:15             | 15:20             | 15:23             | 15:30             | 15:35             | 15:40             | 16:05             | 16:45             |                   |                   |
| 15:00                                   | 15:20             | 16:00             | 16:05             | 16:10             | →                 | →                 | 16:25             | 16:35             | 16:50              | 16:00             | 16:10             | →                 | →                 | 16:15             | 16:20             | 16:25             | 16:50             | 17:30             |                   |
|                                         | 15:30             | 16:15             | 16:20             | 16:25             | →                 | →                 | 16:40             | 16:50             |                    | 16:00             | →                 | 16:15             | 16:18             | 16:25             | 16:30             | 16:35             | 17:00             | 17:40             |                   |
| 16:00                                   | 16:20             | 17:00             | 17:05             | 17:10             | 17:20             | 17:25             | 17:40             | 17:50             | 16:00              | 16:00             | 16:00             | 16:00             | 16:00             | 16:00             | 16:00             | 16:00             | 16:00             |                   |                   |
| 17:00                                   | →                 | 17:40             | 17:45             | 17:50             | →                 | →                 | 18:00             | 18:10             | 18:25              | 16:00             | 16:00             | 16:00             | 16:00             | 16:00             | 16:00             | 16:00             | 16:00             | 16:00             |                   |
| 17:05                                   | 17:25             | 18:05             | 18:10             | 18:15             | →                 | →                 | 18:30             | 18:40             |                    | 16:00             | 16:10             | →                 | →                 | 16:15             | 16:20             | 16:25             | 16:50             |                   |                   |
|                                         | 18:00             | 18:45             | 18:50             | 18:55             | →                 | →                 | 19:10             | 19:20             | 16:45              | 17:00             | 17:10             | →                 | →                 | 17:15             | 17:20             | 17:25             | 17:50             | 18:30             |                   |
| 18:00                                   | 18:20             | 19:00             | 19:05             | 19:10             | 19:20             | 19:25             | 19:40             | 19:50             |                    | 18:30             | 18:40             | 18:45             | 18:48             | 18:55             | 19:00             | 19:05             | 19:30             | 20:10             |                   |
| 19:00                                   | →                 | 19:40             | 19:45             | 19:50             | →                 | →                 | 20:00             | 20:10             | 20:00              | 20:10             | →                 | →                 | 20:15             | 20:20             | 20:25             | 21:00             | 21:30             |                   |                   |
| 20:00                                   | 20:20             | 21:00             | 21:05             | 21:10             | 21:20             | 21:25             | 21:40             | 21:50             | 20:00              | 20:10             | 20:15             | 20:18             | 20:25             | 20:30             | 20:35             | 21:00             | 21:40             |                   |                   |
| 21:00                                   | 21:20             | 22:00             | 22:05             | 22:10             | 22:20             | 22:25             | 22:40             | 22:50             | 22:00              | 22:10             | 22:15             | 22:18             | 22:25             | 22:30             | 22:35             | 23:00             | 23:40             |                   |                   |
| 22:00                                   | 22:20             | 23:00             | 23:05             | 23:10             | →                 | →                 | 23:25             | 23:35             |                    |                   |                   |                   |                   |                   |                   |                   |                   |                   |                   |
| 23:00                                   | 23:20             | 00:20             | 00:25             | 00:30             | →                 | →                 | 00:45             | 00:55             |                    |                   |                   |                   |                   |                   |                   |                   |                   |                   |                   |
| Noches de viernes y vísperas de festivo |                   |                   |                   |                   |                   |                   |                   |                   |                    |                   |                   |                   |                   |                   |                   |                   |                   |                   |                   |
| 00:30                                   | →                 | 01:10             | 01:15             | 01:20             | →                 | →                 | 01:25             | 01:30             |                    |                   | 00:40             | 00:45             | →                 | →                 | 00:50             | 00:55             | 01:00             | 01:15             | 01:40             |
| 02:30                                   | →                 | 03:10             | 03:15             | 03:20             | →                 | →                 | 03:25             | 03:30             | 02:20              | 02:25             | →                 | →                 | 02:30             | 02:35             | 02:40             | 02:55             | 03:20             |                   |                   |
| Todo el año                             |                   |                   |                   |                   |                   |                   |                   |                   |                    |                   |                   |                   |                   |                   |                   |                   |                   |                   |                   |
| Sábados laborables                      |                   |                   |                   |                   |                   |                   |                   |                   |                    |                   |                   |                   |                   |                   |                   |                   |                   |                   |                   |
| Madrid > Buitrago                       | Madrid > Buitrago | Madrid > Buitrago | Madrid > Buitrago | Madrid > Buitrago | Madrid > Buitrago | Madrid > Buitrago | Madrid > Buitrago | Madrid > Buitrago | Madrid > Buitrago  | Buitrago > Madrid | Buitrago > Madrid | Buitrago > Madrid | Buitrago > Madrid | Buitrago > Madrid | Buitrago > Madrid | Buitrago > Madrid | Buitrago > Madrid | Buitrago > Madrid | Buitrago > Madrid |
| Madrid                                  | S.S. Reyes        | Venturada         | Cabanillas        | La Cabrera        | El Berrueco       | Sieteiglesias     | Lozoyuela         | Buitrago          | Somosierra         | Somosierra        | Buitrago          | Lozoyuela         | Sieteiglesias     | El Berrueco       | La Cabrera        | Cabanillas        | Venturada         | San Agustín       | Madrid            |
| 07:55                                   | 08:15             | 08:55             | 09:00             | 09:05             | 09:15             | 09:25             | 09:30             | 09:40             |                    |                   | 07:00             | 07:10             | 07:15             | 07:18             | 07:25             | 07:30             | 07:35             | 08:00             | 08:40             |
| 08:00                                   | 08:20             | 09:00             | 09:05             | 09:10             | →                 | →                 | 09:20             | 09:35             | 09:50              | 08:30             | 08:40             | 08:45             | 08:48             | 08:55             | 09:00             | 09:05             | 09:30             | 10:10             |                   |
| 09:00                                   | 09:20             | 10:00             | 10:05             | 10:10             | →                 | →                 | 10:20             | 10:35             |                    | 10:00             | 10:10             | →                 | →                 | 10:15             | 10:20             | 10:25             | 10:50             | 11:30             |                   |
| 10:30                                   | 10:50             | 11:30             | 11:30             | 11:35             | 11:45             | 11:55             | 12:10             | 12:20             | 10:45              | 11:00             | 11:10             | →                 | →                 | 11:15             | 11:20             | 11:25             | 11:50             | 12:30             |                   |
| 12:00                                   | 12:20             | 13:00             | 13:05             | 13:10             | →                 | →                 | 13:20             | 13:35             |                    | 12:30             | 12:40             | 12:45             | 12:48             | 12:55             | 13:00             | 13:05             | 13:30             | 14:10             |                   |
| 13:00                                   | 13:20             | 14:00             | 14:05             | 14:10             | 14:20             | 14:25             | 14:35             | 14:45             | 13:55              | 14:05             | 14:10             | 14:13             | 14:20             | 14:25             | 14:30             | 14:55             | 15:35             |                   |                   |
| 14:30                                   | 14:50             | 15:30             | 15:35             | 15:40             | →                 | →                 | 15:55             | 16:05             | 14:00              | 14:10             | →                 | →                 | 14:15             | 14:20             | 14:25             | 14:50             | 15:30             |                   |                   |
| 16:00                                   | 16:20             | 17:00             | 17:05             | 17:10             | →                 | →                 | 17:25             | 17:35             | 17:50              | 15:00             | 15:10             | 15:15             | 15:18             | 15:25             | 15:30             | 15:35             | 16:00             | 16:40             |                   |
| 17:00                                   | 17:20             | 18:00             | 18:05             | 18:10             | 18:20             | 18:25             | 18:35             | 18:45             |                    | 16:30             | 16:40             | →                 | →                 | 16:45             | 16:50             | 16:55             | 17:20             | 18:00             |                   |
| 18:30                                   | 18:50             | 19:30             | 19:35             | 19:40             | →                 | →                 | 19:55             | 20:05             | 18:00              | 18:10             | 18:15             | 18:18             | 18:25             | 18:30             | 18:35             | 19:00             | 19:40             |                   |                   |
| 20:00                                   | 20:20             | 21:00             | 21:05             | 21:10             | →                 | →                 | 21:25             | 21:35             | 18:45              | 19:00             | 19:10             | →                 | →                 | 19:15             | 19:20             | 19:25             | 19:50             | 20:30             |                   |
| 21:00                                   | 21:20             | 22:00             | 22:05             | 22:10             | 22:20             | 22:25             | 22:35             | 22:45             |                    | 20:30             | 20:40             | 20:45             | 20:48             | 20:55             | 21:00             | 21:05             | 21:30             | 22:10             |                   |
| 22:30                                   | 23:20             | 23:30             | 23:35             | 23:40             | →                 | →                 | 23:55             | 00:05             | 22:00              | 22:10             | →                 | →                 | 22:15             | 22:20             | 22:25             | 22:50             | 23:30             |                   |                   |
| 00:40                                   | →                 | 01:20             | 01:25             | 01:30             | →                 | →                 | 01:35             | 01:40             | 01:00              | 01:05             | →                 | →                 | 01:10             | 01:15             | 01:20             | 01:35             | 02:00             |                   |                   |
| 03:00                                   | →                 | 03:40             | 03:45             | 03:50             | →                 | →                 | 03:55             | 04:00             | 02:30              | 02:35             | →                 | →                 | 02:40             | 02:45             | 02:50             | 03:05             | 03:30             |                   |                   |
| Todo el año                             |                   |                   |                   |                   |                   |                   |                   |                   |                    |                   |                   |                   |                   |                   |                   |                   |                   |                   |                   |
| Domingos y festivos                     |                   |                   |                   |                   |                   |                   |                   |                   |                    |                   |                   |                   |                   |                   |                   |                   |                   |                   |                   |
| Madrid > Buitrago                       | Madrid > Buitrago | Madrid > Buitrago | Madrid > Buitrago | Madrid > Buitrago | Madrid > Buitrago | Madrid > Buitrago | Madrid > Buitrago | Madrid > Buitrago | Madrid > Buitrago  | Buitrago > Madrid | Buitrago > Madrid | Buitrago > Madrid | Buitrago > Madrid | Buitrago > Madrid | Buitrago > Madrid | Buitrago > Madrid | Buitrago > Madrid | Buitrago > Madrid | Buitrago > Madrid |
| Madrid                                  | S.S. Reyes        | Venturada         | Cabanillas        | La Cabrera        | El Berrueco       | Sieteiglesias     | Lozoyuela         | Buitrago          | Somosierra         | Somosierra        | Buitrago          | Lozoyuela         | Sieteiglesias     | El Berrueco       | La Cabrera        | Cabanillas        | Venturada         | San Agustín       | Madrid            |
| 07:55                                   | 08:15             | 08:55             | 09:00             | 09:05             | 09:15             | 09:25             | 09:30             | 09:40             |                    |                   | 07:00             | 07:10             | →                 | →                 | 07:15             | 07:20             | 07:25             | 07:50             | 08:30             |
| 08:00                                   | 08:20             | 09:00             | 09:05             | 09:10             | →                 | →                 | 09:20             | 09:35             | 09:50              | 08:30             | 08:40             | →                 | →                 | 08:45             | 08:50             | 08:55             | 09:20             | 10:00             |                   |
| 10:30                                   | 10:50             | 11:30             | 11:35             | 11:40             | →                 | →                 | 11:55             | 12:05             |                    | 09:45             | 10:00             | 10:10             | 10:15             | 10:18             | 10:25             | 10:30             | 10:35             | 11:00             | 11:40             |
| 12:15                                   | 12:35             | 13:15             | 13:20             | 13:25             | 13:35             | 13:40             | 13:55             | 14:05             |                    | 12:15             | 12:25             | →                 | →                 | 12:30             | 12:35             | 12:40             | 13:05             | 13:45             |                   |
| 14:15                                   | 14:35             | 15:15             | 15:20             | 15:25             | 15:35             | 15:40             | 15:55             | 16:05             | 13:55              | 14:05             | 14:10             | 14:13             | 14:20             | 14:25             | 14:30             | 14:55             | 15:35             |                   |                   |
| 16:00                                   | 16:20             | 17:00             | 17:05             | 17:10             | →                 | →                 | 17:25             | 17:35             | 17:50              | 14:00             | 14:10             | 14:15             | 14:18             | 14:25             | 14:30             | 14:35             | 15:00             | 15:40             |                   |
| 17:00                                   | 17:20             | 18:00             | 18:05             | 18:10             | 18:20             | 18:25             | 18:35             | 18:45             |                    | 15:00             | 15:10             | →                 | →                 | 15:15             | 15:20             | 15:25             | 15:50             | 16:30             |                   |
| 18:30                                   | 18:50             | 19:30             | 19:35             | 19:40             | →                 | →                 | 19:55             | 20:05             | 16:30              | 16:40             | 16:45             | 16:48             | 16:55             | 17:00             | 17:05             | 17:30             | 18:10             |                   |                   |
| 20:00                                   | 20:20             | 21:00             | 21:05             | 21:10             | →                 | →                 | 21:25             | 21:35             | 18:00              | 18:10             | →                 | →                 | 18:15             | 18:20             | 18:25             | →                 | 19:20             |                   |                   |
| 21:15                                   | 21:35             | 22:15             | 22:20             | 22:25             | 22:35             | 22:40             | 22:55             | 23:05             | 17:45              | 18:00             | 18:10             | 18:15             | 18:18             | 18:25             | 18:30             | 18:35             | 19:00             | 19:40             |                   |
| 22:30                                   | 23:20             | 23:30             | 23:35             | 23:40             | →                 | →                 | 23:55             | 00:05             |                    | 20:30             | 20:40             | 20:45             | 20:48             | 20:55             | 21:00             | 21:05             | 21:30             | 22:10             |                   |
|                                         |                   |                   |                   |                   |                   |                   |                   |                   |                    | 22:00             | 22:10             | →                 | →                 | 22:15             | 22:20             | 22:25             | 22:50             | 23:30             |                   |

1. ↑  Sale del Intercambiador de Plaza de Castilla en superficie
2. 1 2 3 4 5 6 7 8 9 10 11 12 13 14 15 16 17 18  Pasa por la rotonda de la Urbanización Cotos de Monterrey (Venturada)
3. 1 2 3  DIRECTO hasta/desde Venturada, pasa por la rotonda de la Urbanización Cotos de Monterrey
4. ↑  COLEGIO EXPRESS por Pedrezuela, sin paso por Lozoyuela
5. 1 2 3 4 5 6 7 8 9 10 11 12 13 14  Refuerzo lectivo
6. ↑  Procede de Braojos 15 minutos antes (06:05), DIRECTO desde Venturada, pasa por Sieteiglesias, El Berrueco y el Hospital Infanta Sofía (San Sebastián de los Reyes)
7. ↑  COLEGIO DIRECTO por El Vellón y el interior de la Urbanización Cotos de Monterrey (Venturada)
8. ↑  Procede de Navarredonda 10 minutos antes (06:20), pasa por Sieteiglesias y El Berrueco
9. ↑  COLEGIO por El Berrueco y Sieteiglesias, sin paso por San Agustín del Guadalix, Venturada, Cabanillas de la Sierra ni La Cabrera
10. 1 2 3 4  Desde/hasta FF.CC. Alcobendas-S.S. de los Reyes y pasa por la rotonda de la Urbanización Cotos de Monterrey (Venturada)
11. ↑  EXPRESS, pasa por el interior de la Urbanización Cotos de Monterrey (Venturada)
12. ↑   Pasa por Sieteiglesias, El Berrueco y la rotonda de la Urbanización Cotos de Monterrey (Venturada), DIRECTO desde Venturada
13. ↑  COLEGIO desde El Molar, sin paso por Lozoyuela
14. 1 2 3 4 5  Pasa por la rotonda de la Urbanización Cotos de Monterrey (Venturada) y continúa/procede de Somosierra
15. ↑  COLEGIO desde Pedrezuela, por interior de Cotos, sin paso por Venturada, Cabanillas de la Sierra, La Cabrera ni Lozoyuela
16. 1 2 3 4 5 6 7  Pasa por la rotonda de la Urbanización Cotos de Monterrey (Venturada), El Berrueco y Sieteiglesias
17. ↑  Desde Pedrezuela
18. ↑  DIRECTO desde Venturada, pasa por el Hospital Infanta Sofía (San Sebastián de los Reyes)
19. 1 2 3 4 5 6 7 8 9 10 11 12 13 14 15 16 17 18 19 20 21 22 23 24 25 26 27 28 29 30  Pasa por El Berrueco y Sieteiglesias
20. ↑  Procede de Somosierra, DIRECTO desde Venturada
21. 1 2 3 4 5  Continúa/procede de Somosierra
22. ↑  DIRECTO desde Venturada
23. ↑  COLEGIO por Sieteiglesias, El Berrueco y Pedrezuela
24. ↑  COLEGIO por Sieteiglesias, El Berrueco, EXPRESS desde Valdelagua
25. ↑  COLEGIO por Sieteiglesias y El Berrueco
26. ↑  COLEGIO DIRECTO por interior de la Urbanización Cotos de Monterrey (Venturada), El Vellón, sin paso por La Cabrera, Cabanillas de la Sierra ni Venturada
27. ↑  DIRECTO a Venturada, pasa por la rotonda de la Urbanización Cotos de Monterrey y continúa a Somosierra
28. ↑  COLEGIO por Pedrezuela, sin paso por Lozoyuela, La Cabrera, Cabanillas de la Sierra ni Venturada, hasta El Molar
29. ↑  1 septiembre - 31 mayo
30. ↑  1 junio - 31 agosto
31. ↑  Pasa por Pedrezuela y El Vellón
32. 1 2 3 4 5  Sólo noches de viernes y vísperas de festivo
33. 1 2 3 4 5 6 7 8  Sale/llega al Intercambiador de Plaza de Castilla en superficie, DIRECTO hasta/desde Venturada, pasa por San Agustín del Guadalix y pasa A DEMANDA por el interior de la Urbanización Cotos de Monterrey (Venturada)
34. 1 2  Desde Somosierra, por Sieteiglesias y El Berrueco
35. 1 2  Transbordo en Buitrago del Lozoya

## Recorrido y paradas

### Nota sobre los refuerzos lectivos

Esquema de dársenas del intercambiador subterráneo de Plaza de Castilla

Como se ha mencionado en los horarios de la línea, ésta posee algunas expediciones muy particulares que dan servicio los días lectivos al colegio GSD IS Buitrago y que no realizan las paradas habituales de la línea si no en poblaciones muy concretas en función de las necesidades de los ayuntamientos de la zona con alumnos en dicho colegio. Por este motivo no se han detallado dichas paradas en las siguientes tablas de paradas de la línea, pero se pueden consultar en el documento KML que se encuentra publicado en la página de información de la línea.

### Sentido Buitrago del Lozoya
La línea inicia su recorrido en el intercambiador subterráneo de Plaza de Castilla, en la dársena 37 (los servicios que parten desde la superficie del intercambiador de Plaza de Castilla lo hacen desde la dársena 45), en este punto se establece correspondencia con todas las líneas de los corredores 1 y 7 con cabecera en el intercambiador de Plaza de Castilla. En la superficie efectúan parada varias líneas urbanas con las que tiene correspondencia, y a través de pasillos subterráneos enlaza con las líneas 1, 9 y 10 del Metro de Madrid.
Tras abandonar los túneles del intercambiador subterráneo, la línea sale al paseo de la Castellana, donde tiene una primera parada frente al Hospital La Paz (subida de viajeros). A partir de aquí sale por la M-30 hasta el nudo de Manoteras y toma la A-1.
La línea circula por la A-1 hasta la salida de Alcobendas, donde circula por la avenida Olímpica (1 parada para la subida de viajeros), la calle de Francisca Delgado y el bulevar de Salvador Allende, de igual manera que circula después por el paseo de Europa de San Sebastián de los Reyes con 6 paradas para la subida de viajeros (sólo se permite el descenso de viajeros en la parada 06693 - Paseo de Europa - Calle de María Santos Colmenar).
El objetivo de restringir las paradas del casco urbano de Alcobendas y San Sebastián de los Reyes a sólo permitir la subida de viajeros se debe a que esas zonas que recorre esta línea ya están cubiertas por Metro o Cercanías y otras líneas interurbanas con cabecera en el Intercambiador de Plaza de Castilla que tienen mucha mayor frecuencia y colapsarían la línea 191 para realizar trayectos muy cortos. De esta forma se evita que las expediciones de esta línea vayan llenas y no puedan recoger a los viajeros con destinos mucho más alejados de Madrid cuya única opción sea la línea 191 y un trayecto de en muchas ocasiones superior a 1h.
Al final del paseo de Europa sale a la N-1 y posteriormente a la A-1, por la que prosigue su recorrido con algunas paradas junto a las urbanizaciones y zonas industriales de la autovía situadas entre San Sebastián de los Reyes y San Agustín del Guadalix (7 paradas).
La línea entra y sale de la A-1 para dar servicio a los cascos urbanos de San Agustín del Guadalix (4 paradas) y El Molar (3 paradas), teniendo después una parada junto a la desviación de El Vellón.
De nuevo entra y sale de la A-1 para dar servicio a los cascos urbanos de Venturada (2 paradas, 3 contando la de la rotonda de la Urbanización de Cotos de Monterrey, y 5 contando las dos en el interior de la urbanización), Cabanillas de la Sierra (3 paradas), La Cabrera (4 paradas), Lozoyuela (4 paradas, 5 contando la parada de Sieteiglesias) y Buitrago del Lozoya (3 paradas), teniendo su cabecera en la avenida de Madrid de Buitrago del Lozoya.
| Código | Zona | Localidad                  | Denominación                                                           | Ubicación                                        | Líneas de la parada | Metro / Cercanías                     |
| --- | ---- | -------------------------- | ---------------------------------------------------------------------- | ------------------------------------------------ | --- | ------------------------------------- |
| 17470H |      | Madrid                     | Intercambiador de Plaza de Castilla - Dársena 37                       | Avenida de Asturias Nº2                          | Ocasionalmente cuando hay 2 o más expediciones de la línea 193 con la misma hora de salida se utilizará esta dársena si no existe un servicio de la línea 191 a la misma hora. | Plaza de Castilla                     |
| Cabecera de las expediciones que salen desde la superficie del Intercambiador de Plaza de Castilla                                                                   |      |                            |                                                                        |                                                  | |                                       |
| 18074D |      | Madrid                     | Intercambiador de Plaza de Castilla - Dársena 45                       | Paseo de la Castellana Nº195                     | 171 191 193 | Plaza de Castilla                     |
| Los recorridos "DIRECTOS" no realizan ninguna de las siguientes paradas (si no se indica lo contrario) hasta llegar a la parada 10340 en Venturada                   |      |                            |                                                                        |                                                  | |                                       |
| 3253 |      | Madrid                     | Paseo de la Castellana - Hospital La Paz                               | Paseo de la Castellana Nº304 - Acceso Nudo Norte | 173 174 176 151 152C 153 154C 155 155B 156 157 157C 159 161 171 181 182 183 184 185 191193194195196197N101 N102 N103 N104                                                      | Begoña                                |
| 06692 |      | Alcobendas                 | Avenida Olímpica - Pabellón deportivo                                  | Avenida Olímpica Nº5                             | 151 152C 153 154 154C 156 158 161 171 181 182 183 191193194195196197N103 N104VAC-242                                                                                           |                                       |
| Cabecera de las expediciones que salen desde la estación de FF.CC. Alcobendas-S.S. de los Reyes                                                                      |      |                            |                                                                        |                                                  | |                                       |
| 10614 |      | Alcobendas                 | Avenida de España - Estación de Alcobendas-San Sebastián de los Reyes  | Avenida de España Nº52                           | 10614 A 180 191 193 9 11 10614 B 151 158 827 828 N101 2 | Alcobendas-San Sebastián de los Reyes |
| Paradas del itinerario normal |      |                            |                                                                        |                                                  | |                                       |
| 15192 |      | San Sebastián de los Reyes | Paseo de Europa - Avenida del Juncal                                   | Paseo de Europa Nº26                             | 152C 154 156 161 180 181 182 183 191193194195196197N103 N1044 7 |                                       |
| 06693 |      | San Sebastián de los Reyes | Paseo de Europa - Calle de María Santos Colmenar                       | Paseo de Europa S/N.º                            | 152C 154 156 161 180 181 182 183 191 193 194 195 196 197 N103 N104 VAC-2424 7                                                                                                  |                                       |
| 12421 |      | San Sebastián de los Reyes | Paseo de Europa - Avenida de los Montes de Oca                         | Paseo de Europa Nº14                             | 171 180 181 182 183 191193194195196197N103 N104 |                                       |
| 11402 |      | San Sebastián de los Reyes | Paseo de Europa - Glorieta de Antoni Gaudí                             | Paseo de Europa Nº7                              | 171 180 181 182 183 191193194195196197N103 N104 |                                       |
| 17474 |      | San Sebastián de los Reyes | Paseo de Europa - Hospital Infanta Sofía                               | Paseo de Europa Nº11                             | 152C 161 166 171 180 181 182 183 191193194195196197210 N103 N104 | Hospital Infanta Sofía                |
| 16437 |      | San Sebastián de los Reyes | Carretera Antigua de Burgos - Centro Comercial Alegra                  | N-1 km. 19,9                                     | 161 166 171 180 181 182 183 185 191193194195196197210 N103 N104 |                                       |
| 06697 |      | San Sebastián de los Reyes | Carretera A-1 - Urbanización Fuente del Fresno                         | N-1 km. 23,4                                     | 166 171 191 193 194 195 196 N104 |                                       |
| 06700 |      | San Sebastián de los Reyes | Carretera A-1 - Circuito del Jarama                                    | N-1 km. 26                                       | 171 191 193 194 195 196 N104 |                                       |
| 06701 |      | Colmenar Viejo             | Carretera A-1 - Urbanización Ciudalcampo                               | N-1 km. 28,3                                     | 166 191 193 194 195 196 N104 |                                       |
| 06703 |      | Colmenar Viejo             | Carretera A-1 - Urbanización Valdelagua                                | N-1 km. 30,8                                     | 191 193 194 195 196 N104 |                                       |
| 15988 |      | San Agustín del Guadalix   | Carretera A-1 - Calle La Lobera                                        | N-1 km. 31                                       | 191 193 194 195 196 N104 |                                       |
| 11184 |      | San Agustín del Guadalix   | Carretera A-1 - Polígono industrial Sur San Agustín del Guadalix       | N-1 km. 31,7                                     | 191 193 194 195 196 N104 |                                       |
| 15990 |      | San Agustín del Guadalix   | Carretera A-1 - Calle Salguerilla                                      | N-1 km. 32,1                                     | 191 193 194 195 196 N104 |                                       |
| Los recorridos nocturnos realizan las siguientes paradas dentro del casco urbano de San Agustín del Guadalix                                                         |      |                            |                                                                        |                                                  | |                                       |
| 12097 |      | San Agustín del Guadalix   | Avenida de Madrid - Urbanización Residencial Guadalix                  | Avenida de Madrid Nº3                            | 191 193 194 195 196 727 N104 |                                       |
| 06704 |      | San Agustín del Guadalix   | Avenida de Madrid - Parque Príncipe Felipe                             | Avenida de Madrid Nº37                           | 191 193 194 195 196 727 N104 |                                       |
| 18361 |      | San Agustín del Guadalix   | Avenida de Madrid - Avenida del Alcalde Lorenzo Ginés Brandín          | Avenida de Madrid Nº32                           | 191 193 194 195 196 727N104 |                                       |
| 09848 |      | San Agustín del Guadalix   | Avenida de Madrid - Polígono industrial Norte San Agustín del Guadalix | Polígono las Cabezas Nº3                         | 191 193 194 195 196 N104 |                                       |
| Los recorridos nocturnos no realizan ninguna de las siguientes paradas hasta llegar a la parada 10340 en Venturada                                                   |      |                            |                                                                        |                                                  | |                                       |
| 17975 |      | El Molar                   | Carretera A-1 - Camino Viejo de Francia                                | N-1 km. 39,1                                     | 191 193 194 195 196 N104 |                                       |
| 10329 |      | El Molar                   | Plaza Mayor - Ayuntamiento                                             | Plaza Mayor S/N.º                                | 191 193 194 195 196 N104 VAC-242 |                                       |
| 09648 |      | El Molar                   | Avenida de España - Calle del Almirante Martel                         | Avenida de España Nº73                           | 191 193 193A 194 195 196 197D N104 |                                       |
| Paradas realizadas por el servicio que pasa por Pedrezuela y El Vellón                                                                                               |      |                            |                                                                        |                                                  | |                                       |
| 20841 |      | El Molar                   | Calle de la Rosaleda - Calle de los Nardos                             | Calle de la Rosaleda Nº17                        | 191 193 194 N104 |                                       |
| 09939 |      | El Molar                   | Calle de la Rosaleda - Urbanización Vistasierra                        | Calle de la Rosaleda Nº51                        | 191 193 194 N104 |                                       |
| 10336 |      | Pedrezuela                 | Paseo de la Ermita - Calle de las Eras del Cabrero                     | Paseo de la Ermita Nº21                          | 191 193 194 196 N104 1 |                                       |
| 12781 |      | Pedrezuela                 | Calle de las Eras - Avenida de Madrid                                  | Calle de las Eras Nº54                           | 191 193 194 196 N104 1 |                                       |
| 12442 |      | Pedrezuela                 | Calle de San Roque - Escuela de Hostelería                             | Calle de las Eras Nº100                          | 191193194196N1041 |                                       |
| 16713 |      | Pedrezuela                 | Calle del Cerro de San Pedro - Escuela de Hostelería                   | Calle de las Eras S/N.º                          | 191 193 194 196 N104 1 |                                       |
| 09142 |      | Pedrezuela                 | Calle de las Eras - Avenida de Madrid                                  | Calle de las Eras Nº29                           | 191 193 196 N104 1 |                                       |
| 09143 |      | Pedrezuela                 | Paseo de la Ermita - Calle del Prado Concejo                           | Paseo de la Ermita Nº30                          | 191 193 196 N104 1 |                                       |
| Parada del itinerario normal |      |                            |                                                                        |                                                  | |                                       |
| 17974 |      | Pedrezuela                 | Carretera A-1 - Cruce de El Vellón                                     | A-1 km. 47                                       | 191 193 193A 194 195 196 197D N104 |                                       |
| Paradas realizadas por el servicio que pasa por Pedrezuela y El Vellón                                                                                               |      |                            |                                                                        |                                                  | |                                       |
| 12881 |      | Pedrezuela                 | Carretera M-122 - El Campillo                                          | Carretera M-122 km. 0                            | 191 193 197D N104 |                                       |
| 11242 |      | El Vellón                  | Carretera M-122 - Los Melonares                                        | Carretera M-122 km. 0,7                          | 191 193 197D N104 |                                       |
| 15992 |      | El Vellón                  | Carretera M-122 - Calle de La Hacilla                                  | Calle de la Magdalena Nº27                       | 191 193 197D N104 |                                       |
| 10339 |      | El Vellón                  | El Vellón - Plaza Mayor                                                | Plaza Mayor Nº6                                  | 191 193 197D N104 |                                       |
| 12480 |      | El Vellón                  | El Vellón - Barrio de la Mina                                          | Carretera M-129 km. 3,9                          | 191 193 197D N104 |                                       |
| Parada realizada por los servicios que pasan por la rotonda de la Urbanización de Cotos de Monterrey (Venturada)                                                     |      |                            |                                                                        |                                                  | |                                       |
| 16163 |      | Venturada                  | Carretera A-1 - Cruce de Cotos de Monterrey                            | Calle Cotos de Monterrey s/n                     | 191 193A N104 |                                       |
| Paradas realizadas por los servicios que pasan por el interior de la Urbanización de Cotos de Monterrey (Venturada) (los servicios nocturnos las realizan a demanda) |      |                            |                                                                        |                                                  | |                                       |
| 15547 |      | Venturada                  | Avenida de Monterrey - Calle del Puerto de Canencia                    | Avenida de Monterrey s/n                         | 191 193A |                                       |
| 11022 |      | Venturada                  | Avenida de Monterrey - Avenida de Guadarrama                           | Avenida de Monterrey s/n                         | 191 193A |                                       |
| 15546 |      | Venturada                  | Avenida de Monterrey - Calle del Puerto de Canencia                    | Avenida de Monterrey s/n                         | 191 193A |                                       |
| Los recorridos "DIRECTOS" y nocturnos vuelven a realizar paradas desde aquí                                                                                          |      |                            |                                                                        |                                                  | |                                       |
| Paradas del itinerario normal |      |                            |                                                                        |                                                  | |                                       |
| 10340 |      | Venturada                  | Venturada - Carretera de Irún                                          | Carretera de Irún Nº10                           | 191 193 193A 194 195 196 197C N104 VAC-242 |                                       |
| 11294 |      | Venturada                  | Venturada - Urbanización Tolle Lege                                    | N-1 km. 52,2                                     | 191 193 194 195 196 N104 |                                       |
| 11544 |      | Cabanillas de la Sierra    | Cabanillas de la Sierra - Urbanización Los Barrancos                   | Calle Real Nº54                                  | 191 193 194 195 196 |                                       |
| 10343 |      | Cabanillas de la Sierra    | Cabanillas de la Sierra - Calle Real                                   | Calle Real Nº78                                  | 191 193 194 195 196 |                                       |
| 11543 |      | Cabanillas de la Sierra    | Cabanillas de la Sierra - Carretera Antigua N-1                        | N-1 km. 54,1                                     | 191 193 194 195 196 |                                       |
| 11995 |      | La Cabrera                 | Avenida de La Cabrera - Carretera de Valdemanco                        | Avenida de La Cabrera Nº8                        | 191 193 194 195 196 197B 197C725 |                                       |
| 10346 |      | La Cabrera                 | Avenida de La Cabrera - Calle de Luis Fernández Urosa                  | Avenida de La Cabrera Nº28                       | 191 193 194 195 196 197B VAC-242 |                                       |
| 11996 |      | La Cabrera                 | Avenida de La Cabrera - Calle del Pico de la Miel                      | Avenida de La Cabrera Nº80                       | 191 193 194 195 196 197B |                                       |
| 15941 |      | La Cabrera                 | Avenida de La Cabrera - Residencia                                     | Avenida de La Cabrera Nº98                       | 191 193194 195 196 197B |                                       |
| Paradas realizadas por los servicios que pasan por El Berrueco y Sieteiglesias                                                                                       |      |                            |                                                                        |                                                  | |                                       |
| 11202 |      | El Berrueco                | Carretera M-127 - Urbanización Pradera del Amor                        | Carretera de El Berrueco a La Cabrera km. 14     | 191 196 197B |                                       |
| 10412 |      | El Berrueco                | El Berrueco - Calle Real                                               | Calle Real Nº31                                  | 191 196 |                                       |
| 10396 |      | Sieteiglesias              | Sieteiglesias - Calle Real                                             | Calle Real Nº6                                   | 191 196 |                                       |
| 21162 |      | Sieteiglesias              | Calle Real - Camino Las Pozuelas                                       | Calle Real s/n                                   | 191 196 |                                       |
| Paradas del itinerario normal |      |                            |                                                                        |                                                  | |                                       |
| 11736 |      | Lozoyuela                  | Carretera de Torrelaguna - Guardia Civil                               | Avenida de Madrid Nº16                           | 191 194 194A 195 195A 195B 196 |                                       |
| 10347 |      | Lozoyuela                  | Avenida de Madrid - Ayuntamiento                                       | Avenida de Madrid Nº82                           | 191 194 194A 195 195A 195B 196 VAC-242 |                                       |
| 11044 |      | Lozoyuela                  | Avenida de Madrid - Urbanización Los Terreros                          | Avenida de Madrid Nº136                          | 191 191E 194 194A 195 195A 195B 196 |                                       |
| 12018 |      | Lozoyuela                  | Calle de Prados Quemados - Carretera de la estación                    | Calle de Prados Quemados Nº10                    | 191 194 194A 195 195A 195B 196 |                                       |
| 15769 |      | Buitrago del Lozoya        | Avenida de Madrid - Carretera de Mangirón                              | Avenida de Madrid Nº99                           | 191 191D 191E 194A 195B 196 199A |                                       |
| 12546 |      | Buitrago del Lozoya        | Avenida de Madrid - Centro de Estudios                                 | Avenida de Madrid Nº39                           | 191 191D 191E 194A 195B 196 199A |                                       |
| 21130 |      | Buitrago del Lozoya        | Avenida de Madrid - Calle Real                                         | Avenida de Madrid Nº13                           | 191 191A 191B 195B 196 VAC-157VAC-242 |                                       |
| Paradas realizadas por los servicios que continúan a Somosierra |      |                            |                                                                        |                                                  | |                                       |
| 10390 |      | La Serna del Monte         | Carretera A-1 - Cruce de La Serna del Monte                            | A-1 km. 80                                       | 191 VAC-242 |                                       |
| 10034 |      | Aoslos                     | Carretera A-1 - Cruce de Aoslos                                        | A-1 km. 84,5                                     | 191 |                                       |
| 09864 |      | Robregordo                 | Robregordo - Calle Balgares                                            | Calle Balgares Nº16                              | 191 191B |                                       |
| 19230 |      | Robregordo                 | Robregordo - Calle de las Eras                                         | Calle Balgares Nº52                              | 191 191B VAC-242 |                                       |
| 10394 |      | Somosierra                 | Somosierra - Carretera de Irún                                         | Carretera de Irún Nº2                            | 191191BVAC-242 |                                       |

1. 1 2 3 4 5 6 7 8 9 10 11 12 13 14 15 16 17 18 19 20 21 22 23 24 25 26 27 28 29 30 31 32 33 34 35 36 37 38 39 40 41 42 43 44 45 46 47 48 49 50 51 52 53 54 55 56 57 58 59 60 61 62 63 64 65 66 67  Sólo permite la subida de viajeros
2. ↑  A efectos de nomenclatura, para las líneas de la EMT esta parada se llama Paseo de la Castellana - Nudo Norte
3. ↑  Técnicamente esta parada se encuentra en el término municipal de Colmenar Viejo, debido a la extensión de terreno que tiene Colmenar Viejo entre San Sebastián de los Reyes y San Agustín del Guadalix. Algunas paradas se encuentran dentro de este terreno y esta parada es una de ellas. La Urbanización Ciudalcampo pertenece al término municipal de San Sebastián de los Reyes (aunque una porción de ella al norte entra en este terreno mencionado de Colmenar Viejo).
4. ↑  Técnicamente esta parada se encuentra en el término municipal de Colmenar Viejo, debido a la extensión de terreno que tiene Colmenar Viejo entre San Sebastián de los Reyes y San Agustín del Guadalix. Algunas paradas se encuentran dentro de este terreno y esta parada es una de ellas. La Urbanización Valdelagua pertenece al término municipal de San Agustín del Guadalix.
5. 1 2 3 4 5 6 7 8 9 10 11 12 13  Sólo permite el descenso de viajeros

### Sentido Madrid (Plaza de Castilla)

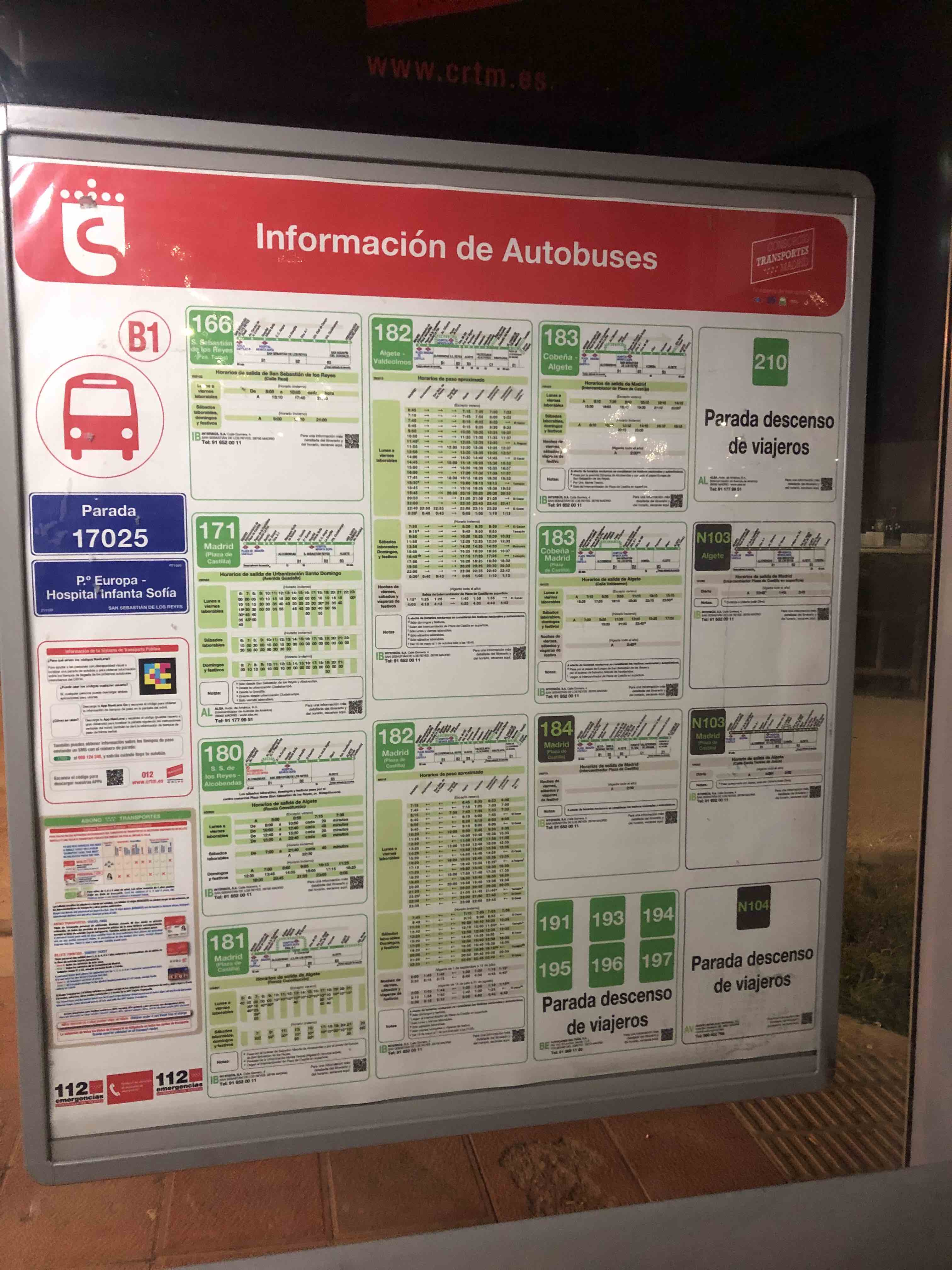
Marquesina 17025 en el Hospital Infanta Sofía (sentido sur), en la que se ve como las líneas de la Sierra Norte no permiten la subida de viajeros

El recorrido en sentido Madrid es igual al de ida pero en sentido contrario excepto en determinados puntos:
- Existe una expedición con cabecera en Navarredonda que da servicio a las localidades de Navarredonda, San Mamés y Villavieja del Lozoya y otra con cabecera en el municipio de Braojos que también da servicio a la localidad de La Serna del Monte.
- En El Molar sigue realizando 3 paradas, pero todas ellas en el centro urbano, ya que la parada 17975 - Carretera A-1 - Camino Viejo de Francia  no tiene pareja para las expediciones de vuelta.
- En San Agustín del Guadalix tan solo realiza una parada en el polígono industrial sur, debido a que no existe la misma vía de servicio como a la ida. Las paradas 15988 - Carretera A-1 - Calle La Lobera y 15990 - Carretera A-1 - Calle Salguerilla no tienen pareja de vuelta.
- La línea realiza 6 paradas en el paseo de Europa de San Sebastián de los Reyes, todas ellas sólo para el descenso de viajeros (sólo se permite la subida de viajeros en la parada 06751 - Paseo de Europa - Parque Picos de Olite).
- Dentro de Alcobendas, circula por el bulevar de Salvador Allende en lugar de por la avenida Olímpica, parando en un punto sólo para el descenso de viajeros.

El mismo criterio se aplica a la vuelta de la línea en las paradas del casco urbano de Alcobendas y San Sebastián de los Reyes a sólo permitir el descenso de viajeros. Debido a que esas zonas que recorre esta línea ya están cubiertas por Metro o Cercanías y otras líneas interurbanas con cabecera en el Intercambiador de Plaza de Castilla que tienen mucha mayor frecuencia y colapsarían la línea 191 para realizar trayectos muy cortos. De esta forma se evita que las expediciones de esta línea se llenen y aumenten el tiempo de viaje a los viajeros con orígenes mucho más alejados de Madrid cuya única opción sea la línea 191 y un trayecto de en muchas ocasiones superior a 1h.
| Código | Zona | Localidad                  | Denominación                                                           | Ubicación                                     | Líneas de la parada                                                                                       | Metro / Cercanías                     |
| --- | ---- | -------------------------- | ---------------------------------------------------------------------- | --------------------------------------------- | --- | ------------------------------------- |
| Paradas realizadas por los servicios que proceden de Somosierra                                                                                          |      |                            |                                                                        |                                               | |                                       |
| 10395 |      | Somosierra                 | Somosierra - Carretera de Irún                                         | Carretera de Irún S/N.º                       | 191 191B VAC-242                                                                                          |                                       |
| 19231 |      | Robregordo                 | Robregordo - Calle de las Eras                                         | Calle Balgares Nº67                           | 191 191B VAC-242                                                                                          |                                       |
| 09865 |      | Robregordo                 | Robregordo - Calle Balgares                                            | Calle Balgares Nº23                           | 191 191B                                                                                                  |                                       |
| 10036 |      | Aoslos                     | Carretera A-1 - Cruce de Aoslos                                        | A-1 km. 84,5                                  | 191 191B                                                                                                  |                                       |
| 10391 |      | La Serna del Monte         | Carretera A-1 - Cruce de La Serna del Monte                            | A-1 km. 80,4                                  | 191 VAC-242                                                                                               |                                       |
| Paradas realizadas por el servicio que procede de Navarredonda                                                                                           |      |                            |                                                                        |                                               | |                                       |
| 10378 |      | Navarredonda               | Navarredonda - Plaza de la Constitución                                | Plaza de la Constitución Nº5                  | 191 195 195A 195B                                                                                         |                                       |
| 10379 |      | San Mamés                  | San Mamés - Plaza de la Constitución                                   | Plaza de la Constitución Nº1                  | 191 195 195A                                                                                              |                                       |
| 10381 |      | Villavieja del Lozoya      | Villavieja del Lozoya - Carretera de la Sierra                         | Camino de las Huertecillas Nº2                | 191 191A 195 195A                                                                                         |                                       |
| 16295 |      | Villavieja del Lozoya      | Villavieja del Lozoya - Urbanización Chaparritas                       | Carretera M-634 km. 2,5                       | 191 191A 195 195A                                                                                         |                                       |
| Paradas realizadas por el servicio que procede de Braojos                                                                                                |      |                            |                                                                        |                                               | |                                       |
| 10388 |      | Braojos                    | Braojos - Callejón de los Perros                                       | Calle de la Fuente Nº28                       | 191 191A 195                                                                                              |                                       |
| 10388 |      | La Serna del Monte         | La Serna del Monte - Plaza de la Iglesia                               | Plaza de la Iglesia Nº2                       | 191 191A 195                                                                                              |                                       |
| Paradas del itinerario normal |      |                            |                                                                        |                                               | |                                       |
| 12545 |      | Buitrago del Lozoya        | Avenida de Madrid - Calle Real                                         | Avenida de Madrid Nº10                        | 191 191D 191E 194A 195A 196 VAC-157VAC-242                                                                |                                       |
| 11293 |      | Buitrago del Lozoya        | Avenida de Madrid - Centro de Estudios                                 | Avenida de Madrid Nº43                        | 191 191D 191E 194A 195A 196 199A                                                                          |                                       |
| 15770 |      | Buitrago del Lozoya        | Avenida de Madrid - Carretera de Mangirón                              | Avenida de Madrid Nº113                       | 191 191E 194A 195A                                                                                        |                                       |
| 12019 |      | Lozoyuela                  | Calle de Prados Quemados - Carretera de la estación                    | Calle de Prados Quemados Nº13                 | 191 194 195 196                                                                                           |                                       |
| 11045 |      | Lozoyuela                  | Avenida de Madrid - Urbanización Los Terreros                          | Avenida de Madrid Nº171                       | 191 191E 194 195 196                                                                                      |                                       |
| 10348 |      | Lozoyuela                  | Avenida de Madrid - Ayuntamiento                                       | Avenida de Madrid Nº85                        | 191 194 195 196 VAC-242                                                                                   |                                       |
| 11735 |      | Lozoyuela                  | Carretera de Torrelaguna - Guardia Civil                               | Avenida de Madrid Nº5                         | 191 194 195 196                                                                                           |                                       |
| Paradas realizadas por los servicios que pasan por Sieteiglesias y El Berrueco                                                                           |      |                            |                                                                        |                                               | |                                       |
| 21161 |      | Sieteiglesias              | Calle Real - Camino Las Pozuelas                                       | Calle Real s/n                                | 191 196                                                                                                   |                                       |
| 10397 |      | Sieteiglesias              | Sieteiglesias - Calle Real                                             | Calle Real Nº9                                | 191 196                                                                                                   |                                       |
| 10411 |      | El Berrueco                | Carretera M-138 - El Berrueco                                          | Carretera M-138 Nº24                          | 191 196                                                                                                   |                                       |
| 11201 |      | El Berrueco                | Carretera M-127 - Urbanización Pradera del Amor                        | Carretera de El Berrueco a La Cabrera km. 1,8 | 191 196 197B                                                                                              |                                       |
| Paradas del itinerario normal |      |                            |                                                                        |                                               | |                                       |
| 15942 |      | La Cabrera                 | Avenida de La Cabrera - Residencia                                     | Avenida de La Cabrera Nº81                    | 191 193 194 195 196 197B                                                                                  |                                       |
| 10037 |      | La Cabrera                 | Avenida de La Cabrera - Calle del Pico de la Miel                      | Avenida de La Cabrera Nº69                    | 191 193 194 195 196 197B                                                                                  |                                       |
| 10345 |      | La Cabrera                 | Avenida de La Cabrera - Calle de Luis Fernández Urosa                  | Avenida de La Cabrera Nº23                    | 191 193 194 195 196 197B VAC-242                                                                          |                                       |
| 10666 |      | La Cabrera                 | Avenida de La Cabrera - Carretera de Valdemanco                        | Avenida de La Cabrera Nº6                     | 191 193 194 195 196 197B 197C 725                                                                         |                                       |
| 11542 |      | Cabanillas de la Sierra    | Cabanillas de la Sierra - Carretera Antigua N-1                        | Carretera Antigua de Burgos Nº8               | 191 193 194 195 196                                                                                       |                                       |
| 10342 |      | Cabanillas de la Sierra    | Cabanillas de la Sierra - Calle Real                                   | Calle Real Nº57                               | 191 193 194 195 196 197C                                                                                  |                                       |
| 11524 |      | Cabanillas de la Sierra    | Cabanillas de la Sierra - Urbanización Los Barrancos                   | Calle Real Nº19                               | 191 193 194 195 196 197C                                                                                  |                                       |
| 11295 |      | Venturada                  | Venturada - Urbanización Tolle Lege                                    | N-1 km. 52                                    | 191 193 194 195 196 N104                                                                                  |                                       |
| 10341 |      | Venturada                  | Venturada - Carretera de Irún                                          | Carretera de Irún Nº7                         | 191 193 193A 194 195 196 197C N104 VAC-242                                                                |                                       |
| Los recorridos "DIRECTOS" no realizan ninguna de las siguientes paradas (si no se indica lo contrario) hasta llegar a la parada 10550 en Madrid          |      |                            |                                                                        |                                               | |                                       |
| Parada realizada por los servicios que pasan por la rotonda de la Urbanización de Cotos de Monterrey (Venturada)                                         |      |                            |                                                                        |                                               | |                                       |
| 16163 |      | Venturada                  | Carretera A-1 - Cruce de Cotos de Monterrey                            | Calle Cotos de Monterrey S/N.º                | 191 193A N104                                                                                             |                                       |
| Paradas realizadas por los servicios nocturnos que pasan por el interior de la Urbanización de Cotos de Monterrey (Venturada) a demanda                  |      |                            |                                                                        |                                               | |                                       |
| 15547 |      | Venturada                  | Avenida de Monterrey - Calle del Puerto de Canencia                    | Avenida de Monterrey s/n                      | 191 193A                                                                                                  |                                       |
| 11022 |      | Venturada                  | Avenida de Monterrey - Avenida de Guadarrama                           | Avenida de Monterrey s/n                      | 191 193A                                                                                                  |                                       |
| 15546 |      | Venturada                  | Avenida de Monterrey - Calle del Puerto de Canencia                    | Avenida de Monterrey S/N.º                    | 191 193A                                                                                                  |                                       |
| Paradas del itinerario normal |      |                            |                                                                        |                                               | |                                       |
| 16450 |      | Pedrezuela                 | Carretera A-1 - Cruce de El Vellón                                     | A-1 km. 47                                    | 191 193 193A 194 195 196 197D N104                                                                        |                                       |
| 12690 |      | El Molar                   | Calle de la Fuente - Calle del Álamo                                   | Calle de la Fuente Nº23                       | 191 193 193A 194 195 196 197D N104                                                                        |                                       |
| 09649 |      | El Molar                   | Plaza Mayor - Calle de la Fuente                                       | Plaza Mayor Nº10                              | 191 193 193A 194 195 196 197D N104 VAC-242                                                                |                                       |
| 09648 |      | El Molar                   | Avenida de España - Calle del Almirante Martel                         | Avenida de España Nº73                        | 191 193 193A 194 195 196 197D N104                                                                        |                                       |
| Los recorridos nocturnos realizan las siguientes paradas dentro del casco urbano de San Agustín del Guadalix                                             |      |                            |                                                                        |                                               | |                                       |
| Paradas del itinerario normal |      |                            |                                                                        |                                               | |                                       |
| 09834 |      | San Agustín del Guadalix   | Avenida de Madrid - Polígono industrial Norte San Agustín del Guadalix | Polígono las Cabezas Nº4                      | 191 193 194 195 196 N104                                                                                  |                                       |
| 18362 |      | San Agustín del Guadalix   | Avenida de Madrid - Avenida del Alcalde Lorenzo Ginés Brandín          | Avenida de Madrid Nº32                        | 191 193 194 195 196 727 N104                                                                              |                                       |
| 06705 |      | San Agustín del Guadalix   | Avenida de Madrid - Parque Príncipe Felipe                             | Calle de Féliz Sanz Nº31                      | 191 193 194 195 196 727 N104                                                                              |                                       |
| 12098 |      | San Agustín del Guadalix   | Avenida de Madrid - Urbanización Residencial Guadalix                  | Avenida de Madrid Nº3                         | 191 193 194 195 196 727 N104                                                                              |                                       |
| Los recorridos nocturnos no realizan ninguna de las siguientes paradas hasta llegar a la parada 18074 en Madrid                                          |      |                            |                                                                        |                                               | |                                       |
| Paradas del itinerario normal |      |                            |                                                                        |                                               | |                                       |
| 11185 |      | San Agustín del Guadalix   | Carretera A-1 - Polígono industrial Sur San Agustín del Guadalix       | A-1 km. 31,5                                  | 191 193 194 195 196 N104                                                                                  |                                       |
| 10041 |      | Colmenar Viejo             | Carretera A-1 - Urbanización Valdelagua                                | A-1 km. 30,5                                  | 191 193 194 195 196 N104                                                                                  |                                       |
| 06719 |      | San Sebastián de los Reyes | Carretera A-1 - Urbanización Ciudalcampo                               | N-1 km. 27,9                                  | 166 171 191 193 194 195 196 N104                                                                          |                                       |
| 06720 |      | San Sebastián de los Reyes | Carretera A-1 - Circuito del Jarama                                    | N-1 km. 26                                    | 171 191 193 194 195 196 N104                                                                              |                                       |
| 06723 |      | San Sebastián de los Reyes | Carretera A-1 - Urbanización Fuente del Fresno                         | N-1 km. 23,4                                  | 166 171 191 193 194 195 196 N104                                                                          |                                       |
| Los recorridos "DIRECTOS" que pasan por el Hospital Infanta Sofía vuelven a realizar paradas desde aquí                                                  |      |                            |                                                                        |                                               | |                                       |
| 16438 |      | San Sebastián de los Reyes | Carretera Antigua de Burgos - Centro Comercial Alegra                  | N-1 km. 19,9                                  | 166 171 180 181 182 183 184 185 191193194195196197210N103 N104                                            |                                       |
| 17025 |      | San Sebastián de los Reyes | Paseo de Europa - Hospital Infanta Sofía                               | Paseo de Europa Nº11                          | 166 171 180 181 182 183 184 191193194195196197210N103 N104                                                | Hospital Infanta Sofía                |
| Los recorridos "DIRECTOS" que pasan por el Hospital Infanta Sofía no realizan ninguna de las siguientes paradas hasta llegar a la parada 10550 en Madrid |      |                            |                                                                        |                                               | |                                       |
| Paradas del itinerario normal |      |                            |                                                                        |                                               | |                                       |
| 10019 |      | San Sebastián de los Reyes | Paseo de Europa - Glorieta de Antoni Gaudí                             | Paseo de Europa Nº7                           | 171 180 181 182 183 184 191193194195196197N103 N104                                                       |                                       |
| 12422 |      | San Sebastián de los Reyes | Paseo de Europa - Avenida de los Montes de Oca                         | Paseo de Europa Nº1                           | 171 180 181 182 183 184 191193194195196197N103 N104                                                       |                                       |
| 06751 |      | San Sebastián de los Reyes | Paseo de Europa - Parque Picos de Olite                                | Paseo de Europa Nº26                          | 152C 156 161 171 180 181 182 183 184 191 193 194 195 196 197 N102 N103 N104 VAC-2424 5                    |                                       |
| 15191 |      | San Sebastián de los Reyes | Paseo de Europa - Avenida de España                                    | Paseo de Europa Nº26                          | 152C 156 161 171 180 181 182 183 184 191193194195196197N102 N103 N1044 5                                  |                                       |
| Terminal de las expediciones que acaban en la estación de FF.CC. Alcobendas-S.S. de los Reyes                                                            |      |                            |                                                                        |                                               | |                                       |
| 10610 |      | San Sebastián de los Reyes | Avenida de España - Estación de Alcobendas-San Sebastián de los Reyes  | Avenida de España Nº50                        | 191193197827A 9                                                                                           | Alcobendas-San Sebastián de los Reyes |
| Parada del itinerario normal |      |                            |                                                                        |                                               | |                                       |
| 06752 |      | Alcobendas                 | Bulevar de Salvador Allende - Calle de Soria                           | Bulevar de Salvador Allende Nº19              | 181 182 183 184 191193194195196197N103 N104VAC-242                                                        |                                       |
| Los recorridos "DIRECTOS" vuelven a realizar paradas desde aquí                                                                                          |      |                            |                                                                        |                                               | |                                       |
| 10550 |      | Madrid                     | Paseo de la Castellana - Hospital La Paz                               | Paseo de la Castellana Nº296                  | 151 152C 153 154C 155 155B 156 157 157C 159 161 181 182 183 184 185 191193194195196197N101 N102 N103 N104 | Begoña                                |
| Terminal de las expediciones nocturnas que terminan en la superficie del Intercambiador de Plaza de Castilla                                             |      |                            |                                                                        |                                               | |                                       |
| 18074 |      | Madrid                     | Intercambiador de Plaza de Castilla                                    | Paseo de la Castellana Nº195                  | Descenso antes de la dársena 42                                                                           | Plaza de Castilla                     |
| Terminal del itinerario normal |      |                            |                                                                        |                                               | |                                       |
| 17470 |      | Madrid                     | Intercambiador de Plaza de Castilla                                    | Avenida de Asturias Nº2                       | Descenso en las dársenas 38 y 39.                                                                         | Plaza de Castilla                     |

1. 1 2 3 4 5 6 7 8 9 10 11 12 13 14 15 16 17 18 19 20 21 22 23 24 25 26 27 28 29 30 31 32 33 34 35 36 37 38 39 40 41 42 43 44 45 46 47 48 49 50 51 52 53 54 55 56 57 58 59 60 61 62 63 64 65 66 67 68 69 70 71 72 73  Sólo permite el descenso de viajeros
2. ↑  Técnicamente esta parada se encuentra en el término municipal de Colmenar Viejo, debido a la extensión de terreno que tiene Colmenar Viejo entre San Sebastián de los Reyes y San Agustín del Guadalix. Algunas paradas se encuentran dentro de este terreno y esta parada es una de ellas. La Urbanización Valdelagua pertenece al término municipal de San Agustín del Guadalix.

## Tarifas
Aquí se muestran las tarifas de la línea, con las siguientes observaciones:
- La línea no permite los viajes dentro de la zona tarifaria , tanto de ida como de vuelta.
- La línea presenta restricciones a la subida o bajada de viajeros en algunas paradas de la zona tarifaria , tanto de ida como de vuelta.

### Billetes sencillos
| OrigenDestino | A     | B1    | B2    | B3    | C1    | C2    |
| A             | 1,5 € | -     | -     | -     | -     | -     |
| B1            | 2 €   | 1,3 € | -     | -     | -     | -     |
| B2            | 2,6 € | 2 €   | 1,3 € | -     | -     | -     |
| B3            | 3,6 € | 2,6 € | 2 €   | 1,3 € | -     | -     |
| C1            | 4,2 € | 3,6 € | 2,6 € | 2 €   | 1,3 € | -     |
| C2            | 5,1 € | 4,2 € | 3,6 € | 2,6 € | 2 €   | 1,3 € |

### Abonos transporte
- En caso de portar un abono inferior a la zona tarifaria de destino, se deberá abonar un suplemento. Dicho suplemento corresponde a la diferencia entre un billete sencillo hacia la corona tarifaria de destino y un billete sencillo a la corona tarifaria del abono portado. Esta restricción también aplica a los abonos interzonales.
- No es válido el abono correspondiente a la zona , por lo que es necesario abonar el billete sencillo correspondiente a la parada de destino.
- A pesar de que las coronas tarifarias ,  y  tengan el mismo coste en el abono transporte, su uso en zonas tarifarias que no es la correspondiente no es válido y se deberá abonar el suplemento mencionado anteriormente. Es por esto que los usuarios de las coronas tarifarias  o  deberán recargar un abono de la corona  al mismo coste que las anteriores para evitar confusión.
- El abono joven y de la tercera edad son válidos para toda la línea (con las restricciones mencionadas anteriormente).

Para más información, consultar la página oficial del CRTM.